# 马茨·林德格伦
马茨·林德格伦（瑞典語：Mats Lindgren，1974年10月1日—），瑞典男子冰球运动员，场上位置是前锋。他曾代表瑞典国家队参加1998年冬季奥林匹克运动会冰球比赛，获得第5名。